# پاچپله
|  |  |

پاچپله یا چُغته یا چُقته نوعی کفش برای راه رفتن روی برف است. پاچپله‌ها وزن بدن را روی سطح گسترده‌تری پخش می‌کنند که منجر به کاهش فشار شده و در نتیجه پا کمتر در برف فرو می‌رود.

## پاچپله در ادب فارسی
مولوی در «عتاب کردن حق تعالی موسی را از بهر آن شُبان» در دفتر دوم مثنوی معنوی می‌گوید:
| در درون کعبه رسم قبله نیست |  | چه غم ار غواص را پاچپله نیست |

با توجه به این بیت، معنای کفش غواصی نیز می‌دهد که هنگام فرو رفتن و بیرون آمدن از آب به شناگر و غواص کمک می‌کند.